# Rotifera
Los rotíferos (Rotifera, del latín rota, "rueda" y fera, "los que llevan") constituyen un filo de animales pseudocelomados microscópicos (entre 0,1 y 0,5 mm) con unas 2200 especies que habitan en aguas dulces, tierra húmeda, musgos, líquenes, hongos, e incluso agua salada. Fueron descubiertos por primera vez por John Harris en 1696 (Hudson and Gosse, 1886), de quien se conservan dibujos fechados en 1703, a pesar de que el hallazgo suele atribuirse equivocadamente a Leeuwenhoek. 
También incluye al anteriormente filo Acanthocephala el cual se clasifica actualmente en Rotifera debido a que algunos rotíferos se encuentran más emparentados con Acanthocephala que con otros rotíferos, haciendo que Rotifera sea un grupo monofilético.

## Anatomía y fisiología

### Sistema digestivo

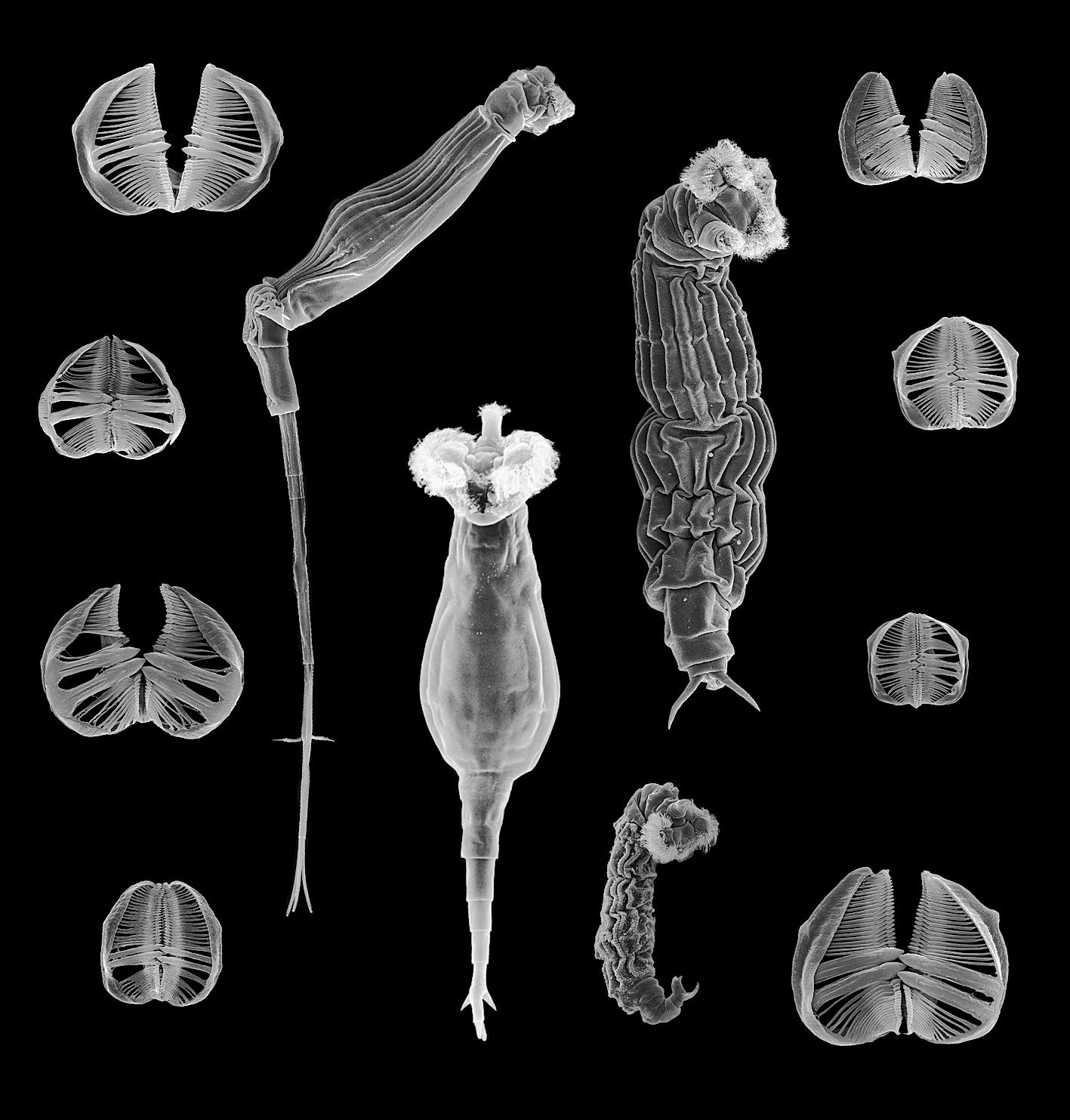
Fotografía con microscopio electrónico mostrando la variedad morfológica de los rotíferos bdeloideos (en el centro) y sus mástax (en la periferia).

La boca está situada en la zona ventral de la región cefálica, y puede estar rodeada por bandas ciliadas del aparato rotador que crean pequeñas corrientes que atraen las partículas de alimento del entorno. A pesar de que la etimología de Rotifera significa "portador de rueda", estos organismos no tienen realmente ninguna estructura de rotación, sino un anillo de cilios que golpean rítmicamente, utilizado para la alimentación y propulsión. A continuación se encuentra la faringe, muy musculada, a la que se accede directamente a través de la boca o mediante un delgado tubo ciliado (como ocurre en algunas especies suspensívoras) situado entre ambas estructuras. La faringe presenta siete piezas duras y articuladas conocidas como trophi (que actúan a modo de dientes), y forman en conjunto el mástax (que actúa como el aparato masticador). Los trophi se distribuyen de la siguiente manera:
- Incus: son un conjunto de 3 piezas en la posición central de la faringe. Estas piezas reciben el nombre de ramus (2 piezas) y fulcrum (1 pieza).
- Malleus: son un conjunto de 4 piezas en posición periférica. Estas piezas reciben el nombre de manubrium (2 piezas) y uncus (2 piezas).

Los trophi (y mástax) son muy variables, y dependen principalmente del régimen alimentario de cada especie, por lo que es un buen identificador taxonómico. Situado en la parte posterior de la faringe encontramos glándulas salivares que vierten al mástax diversas enzimas digestivas. Por detrás de la faringe se encuentra un esófago que desemboca a un amplio estómago, situándose entre ambos un par de glándulas gástricas. Después del estómago aparece un intestino que desemboca en una cloaca a la que también vierten el sistema excretor y reproductor.

## Reproducción
Los rotíferos tienen sexos separados. Se reproducen sexual y asexualmente. Los machos son más pequeños que las hembras, hasta el punto que, en algunas ocasiones, la hembra es diez veces más grande que el macho. También hay algunas especies en las que no existen individuos machos, ya que las hembras se reproducen por partenogénesis.
La cópula se produce por impregnación hipodérmica, es decir, el macho penetra a la hembra en cualquier parte del cuerpo. La inyección de los espermatozoides no es fácil ya que los rotíferos poseen una cutícula y una loriga que los protege. Por esta razón los machos suelen penetrar a la hembra por la región de la corona, donde la cutícula es más blanda.
Los huevos son fijados al sustrato o bien se adhieren a la hembra, pero también hay especies vivíparas.  Algunos rotíferos producen dos tipos de huevos: los huevos amícticos son los huevos de verano, tienen la cáscara delgada y son diploides, por lo tanto no pueden ser fecundados. De estos huevos sale siempre una hembra por partenogénesis. El otro tipo de huevos son los huevos mícticos, huevos que ponen en invierno; tienen la cáscara dura y son haploides. Si no son fecundados producen un macho por partenogénesis, pero si son fecundados producen una hembra.
Generalmente los rotíferos no tienen larvas. Del huevo salen individuos sexualmente maduros o casi maduros. Únicamente las especies sésiles tienen un estadio larvario, que es bastante breve.

## Biología y ecología

Desplazamiento de un rotífero.

Los rotíferos se alimentan de detritos órganicos particulados, bacterias, algas unicelulares y protozoos. Comen partículas de hasta 10 micrómetros de tamaño. Al igual que los crustáceos, los rotíferos contribuyen al reciclaje de nutrientes. 
Existen rotíferos con una cutícula relativamente gruesa y rígida que dan al animal una apariencia capsular; otros son flexibles y de aspecto y movimiento vermiforme. Aunque la gran mayoría de rotíferos son nadadores, algunos son sésiles y viven en el interior de tubos o cápsulas gelatinosas. Alrededor de 25 especies son coloniales (como Sinantherina semibullata). En la mayoría de especies los machos son escasos, de forma que la reproducción por partenogénesis es bastante común. Además existe un marcado dimorfismo sexual ya que los machos existentes suelen tener el aparato digestivo atrofiado, y su existencia se reduce a la producción de esperma. La vida de una hembra suele ser de una o dos semanas.
Algunas especies son xerobiontes, es decir, sus huevos fertilizados se enquistan y crean formas de resistencia capaces de sobrevivir a los períodos de sequía y desecación en los que el hábitat acuático desaparece por motivos estacionales. Al ser rehidratados emergen rápidamente (en menos de dos horas) como organismos con capacidad natatoria. Algunas especies producen un derivado del azúcar trehalosa con el que crean una sustancia gelatinosa que ayuda a resistir a la falta de agua ambiental.

## Filogenia
El análisis ultrestructural encontró que Rotifera sería un grupo parafilético con respecto a Acanthocephala. El análisis filogenómico ha encontrado los siguientes resultados:
|               | Bdelloidea                                                     |
|               |                                                                |
| Pararotatoria | \| \| Seisonoidea \| \| \| \| \| \| Acanthocephala \| \| \| \| |
|               | \| \| Seisonoidea \| \| \| \| \| \| Acanthocephala \| \| \| \| |
|               | Seisonoidea                                                    |
|               |                                                                |
|               | Acanthocephala                                                 |
|               |                                                                |

|  | Seisonoidea    |
|  |                |
|  | Acanthocephala |
|  |                |

|               | Bdelloidea                                                     |
|               |                                                                |
| Pararotatoria | \| \| Seisonoidea \| \| \| \| \| \| Acanthocephala \| \| \| \| |
|               | \| \| Seisonoidea \| \| \| \| \| \| Acanthocephala \| \| \| \| |
|               | Seisonoidea                                                    |
|               |                                                                |
|               | Acanthocephala                                                 |
|               |                                                                |

|  | Seisonoidea    |
|  |                |
|  | Acanthocephala |
|  |                |

La posibilidad alternativa es clasificar a Acanthocephala como un subtaxón dentro de Rotifera (Rotifera sensu lato). Por tanto ambos grupos podrían considerarse rotíferos y el término "Syndermata" se convertiría en un sinónimo cladístico.